# Einsatzflottille 2
Die Einsatzflottille 2 (EinsFltl 2 oder auch EF 2) ist neben der Einsatzflottille 1 und dem Marinefliegerkommando einer der drei Großverbände der Deutschen Marine auf Brigadeebene. Die EF 2 ist dem Abteilungsleiter Einsatz im Marinekommando in Rostock unterstellt. Führung und Stab der Einsatzflottille 2 haben ihren Sitz als Kommandobehörde in Wilhelmshaven.

## Organisation
Die EF 2 ist am 27. Juni 2006 im Rahmen einer größeren Reorganisation der Flotte aus der vormaligen Zerstörerflottille hervorgegangen. In ihr sind mit Fregatten und Versorgungseinheiten die größten Einheiten der Flotte zusammengefasst.
Der Stab der EF 2 befindet sich in Wilhelmshaven. Zu ihm gehört ein Einsatzstab für die Führung von taktischen Verbänden. In Wilhelmshaven sind alle Fregatten und ein Teil der Trossschiffe stationiert, einige Trossschiffe haben ihre Heimathäfen an der Ostsee.
Dem Kommandeur EF 2 unterstehen folgende Verbände:

### 2. Fregattengeschwader
Am 1. Oktober 1988 wurde das 2. Fregattengeschwader in Wilhelmshaven aufgestellt.
Seit Januar 2006 unterstehen alle Fregatten der Sachsen-Klasse (124) und Brandenburg-Klasse (123) dem 2. Fregattengeschwader.
- Sachsen-Klasse (124); Mehrzweckfregatten für den Geleitschutz und zur Verbandsflugabwehr
  - Sachsen (Schiff, 2004)
  - Hamburg (Schiff, 2004)
  - Hessen (F 221)
- Brandenburg-Klasse (123); Fregatten für die Ubootjagd und die Führung eines Verbandes
  - Brandenburg
  - Schleswig-Holstein
  - Bayern
  - Mecklenburg-Vorpommern

### 4. Fregattengeschwader
Am 16. November 1981 wurde das 4. Fregattengeschwader in Wilhelmshaven aufgestellt. Es umfasste von Januar 2006 bis Dezember 2022 alle Fregatten der Bremen-Klasse (122) sowie seit deren Indienststellung die Baden-Württemberg-Klasse (125).
- Baden-Württemberg-Klasse (125); Fregatten für Stabilisierungseinsätze und den Transport von Spezialkräften.
  - Baden-Württemberg
  - Nordrhein-Westfalen
  - Sachsen-Anhalt
  - Rheinland-Pfalz

### Trossgeschwader
Dem Trossgeschwader sind folgende militärisch oder zivil besetzte Hilfsschiffe unterstellt.
- 3 Einsatzgruppenversorger Berlin-Klasse (702)
- 2 Betriebsstofftransporter Rhön-Klasse (704)
- 1 Bergungsschlepper Fehmarn-Klasse (720)
- 2 Seeschlepper Wangerooge-Klasse (722B)

### Marinestützpunktkommando Wilhelmshaven
Das Marinestützpunktkommando Wilhelmshaven ist für den Betrieb des Marinestützpunkt Heppenser Groden verantwortlich.

## Kommandeure
| Nr. | Name                                        | von           | bis           | Bemerkungen                                |
| --- | ------------------------------------------- | ------------- | ------------- | ------------------------------------------ |
| 8.  | Kapitän zur See Sven Beck                   | 29. Nov. 2024 |               | zuvor bereits Stellvertretender Kommandeur |
| 7.  | Flottillenadmiral Axel Schulz               | 24. Sep. 2021 | 29. Nov. 2024 |                                            |
| 6.  | Flottillenadmiral Ralf Kuchler              | 29. Juni 2018 | 23. Sep. 2021 | zuvor bereits Stellvertretender Kommandeur |
| 5.  | Flottillenadmiral Christoph Müller-Meinhard | 23. März 2015 | 29. Juni 2018 |                                            |
| 4.  | Flottillenadmiral Jürgen zur Mühlen         | 1. Jan. 2013  | 20. März 2015 |                                            |
| 3.  | Flottillenadmiral Thorsten Kähler           | 1. Okt. 2009  | 31. Dez. 2012 |                                            |
| 2.  | Flottillenadmiral Karl-Wilhelm Bollow       | 1. Okt. 2006  | 30. Sep. 2009 |                                            |
| 1.  | Flottillenadmiral Hans-Jochen Witthauer     | 27. Juni 2006 | 30. Sep. 2006 | zuvor Kommandeur der Zerstörerflottille    |

## Einsätze
Die Schiffe der EF 2 sind wie zuvor im Rahmen der Zerstörerflottille an vielen Auslandseinsätzen der Marine beteiligt. Sie stellen zudem den deutschen Beitrag zu den ständigen NATO-Verbänden Standing NATO Maritime Group 1 (SNMG 1) und Standing NATO Maritime Group 2 (SNMG 2) und nehmen in diesem Rahmen an NATO-Operationen teil. Der Kommandeur der EF 2 ist als deutscher Verbandsführer von nationalen oder multinationalen Marineverbänden vorgesehen und wird in dieser Aufgabe durch seinen Einsatzstab unterstützt.
| Name der Operation                                          | Beginn        | Ende          | Seegebiet                      | Beteiligte Einheiten der EF 2 | Bemerkungen                                                                                 |
| ----------------------------------------------------------- | ------------- | ------------- | ------------------------------ | --- | ------------------------------------------------------------------------------------------- |
| European Union Naval Force – Mediterranean Operation Irini  | 31. März 2020 | laufend       | südliches Mittelmeer           | Fregatten, Einsatzgruppenversorger |                                                                                             |
| Operation Sea Guardian                                      | 9. Nov. 2016  | laufend       | Mittelmeer                     | Schiffe und Boote der Deutschen Marine, deren Transitroute durch das Mittelmeer verläuft, nehmen in dieser Zeit im „Associated Support“ an diesem Einsatz teil. | Nachfolgeoperation der Operation Active Endeavour                                           |
| European Union Naval Force – Mediterranean Operation SOPHIA | Mai 2015      | 31. März 2020 | südliches Mittelmeer           | Fregatten, Einsatzgruppenversorger |                                                                                             |
| Operation Atalanta                                          | Dez. 2008     | laufend       | Horn von Afrika, Golf von Aden | Fregatten, Tanker |                                                                                             |
| Maritime Task Force (MTF) UNIFIL                            | Okt. 2006     | laufend       | östliches Mittelmeer           | Fregatten, Einsatzgruppenversorger, Einsatzstab | Führung der MTF zeitweise durch Kommandeur EF 2, s. hier                                    |
| Operation Enduring Freedom                                  | Jan. 2002     | Juni 2010     | Horn von Afrika, Golf von Aden | Fregatten, Einsatzgruppenversorger, Tanker, Einsatzstab |                                                                                             |
| Operation Active Endeavour                                  | Nov. 2001     | Okt. 2016     | Mittelmeer                     | Fregatten, Einsatzgruppenversorger, Tanker | Meist durch Einheiten der SNMG wahrgenommen, Nachfolge: Operation Sea Guardian (siehe oben) |

Einheiten der Einsatzflottille 2
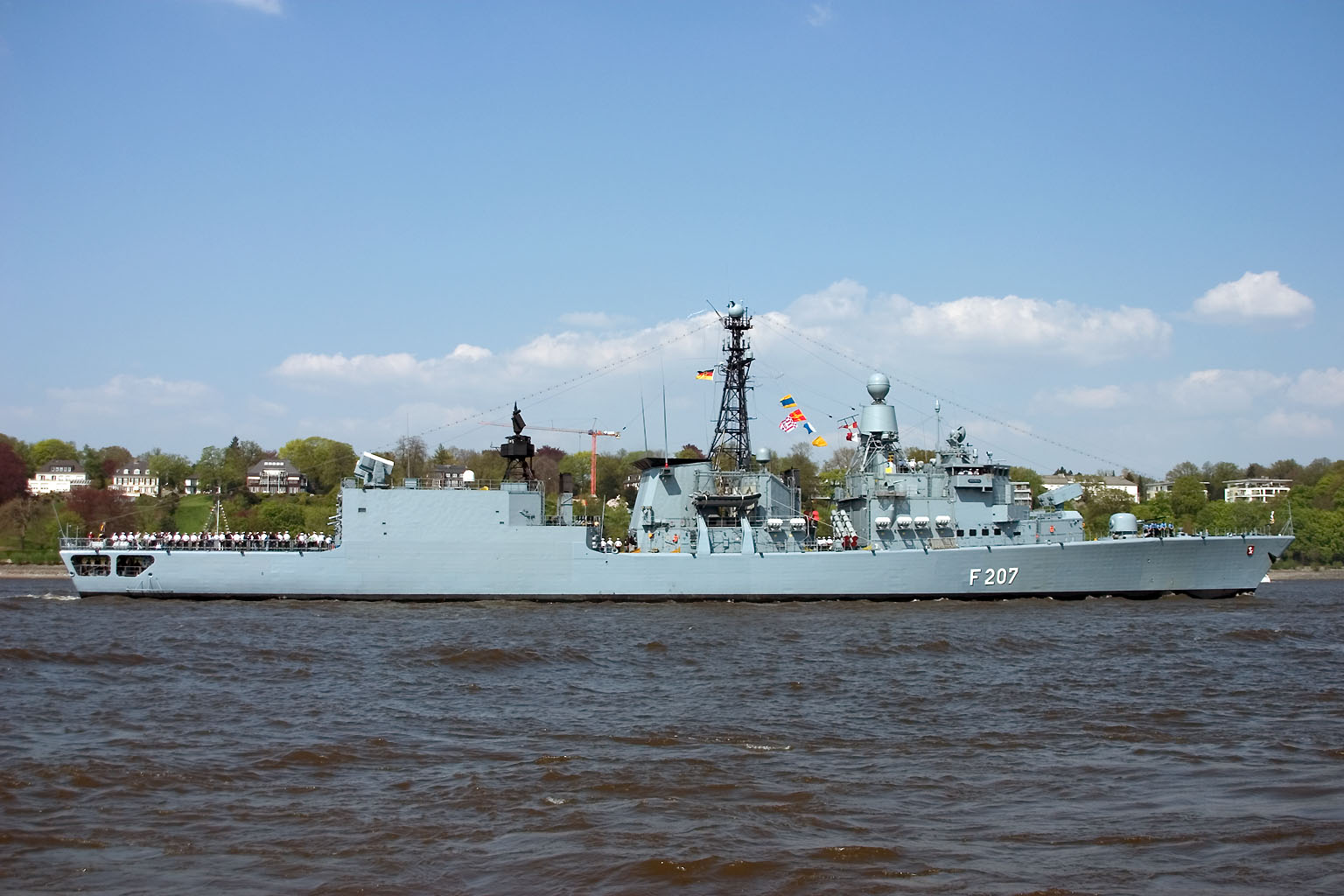
Fregatte Bremen, Typschiff der Bremen-Klasse (bis 2022)
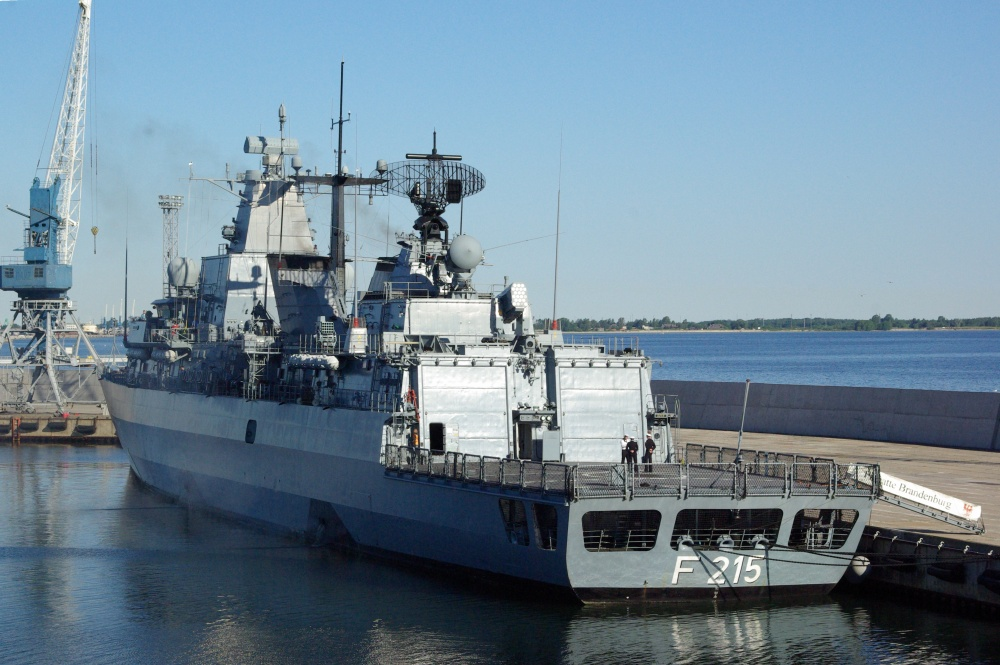
Fregatte Brandenburg, Typschiff der Brandenburg-Klasse
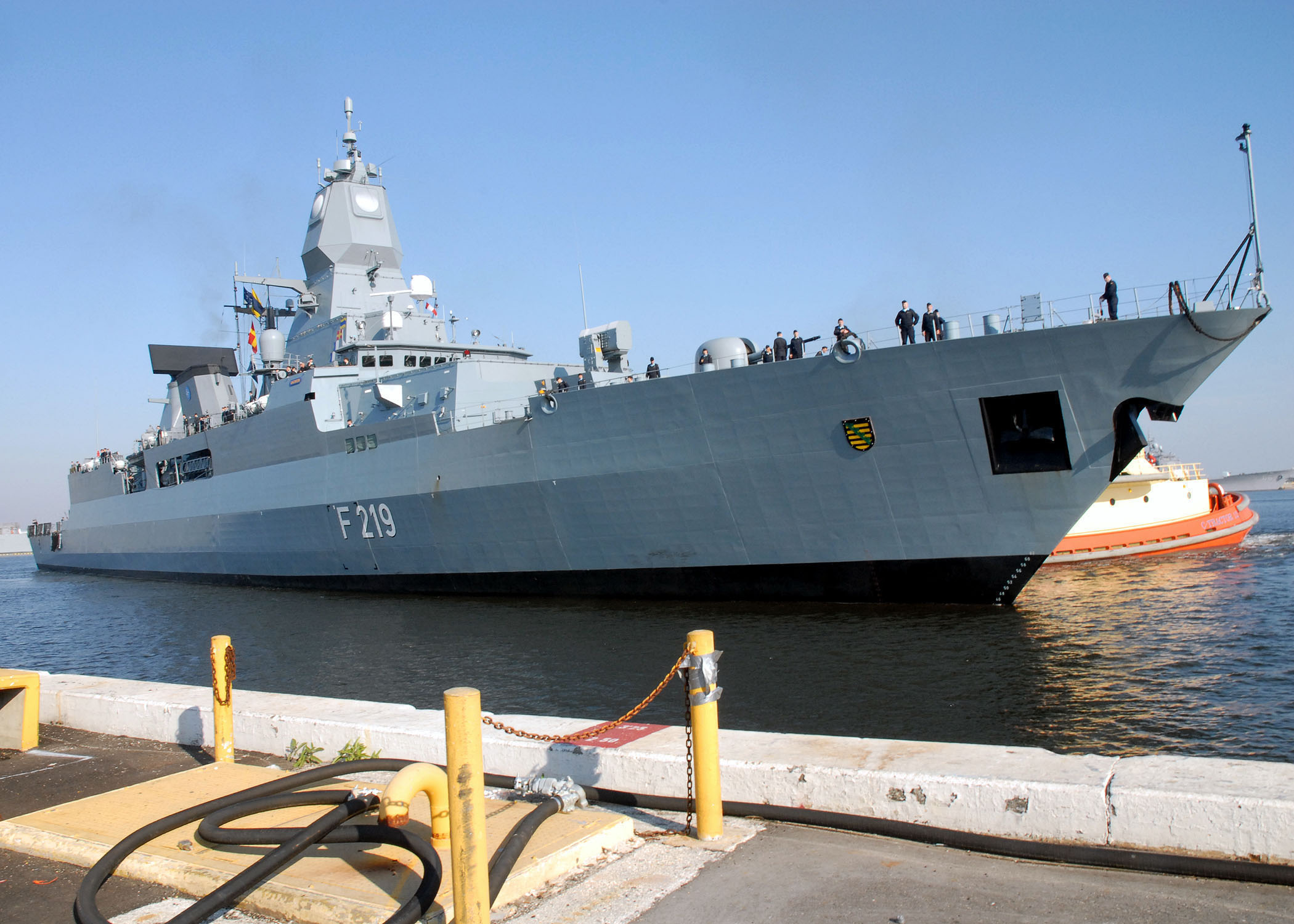
Fregatte Sachsen, Typschiff der Sachsen-Klasse
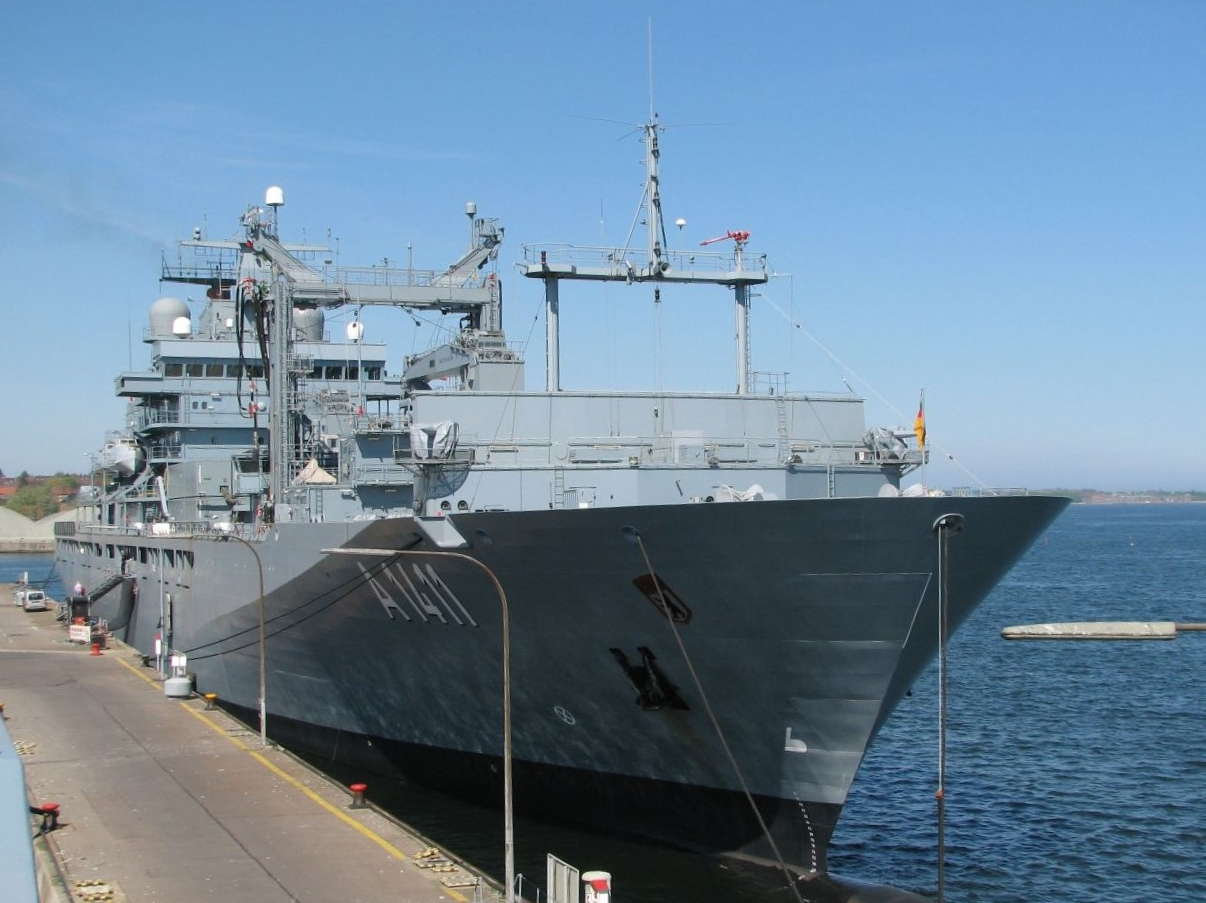
Versorger Berlin, Typschiff der Berlin-Klasse
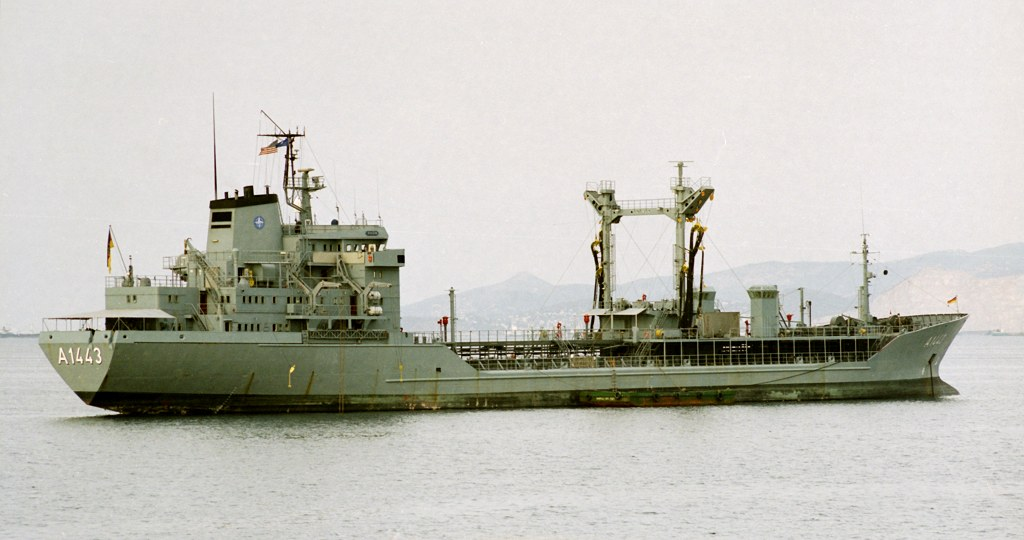
Tanker Rhön, Typschiff der Rhön-Klasse
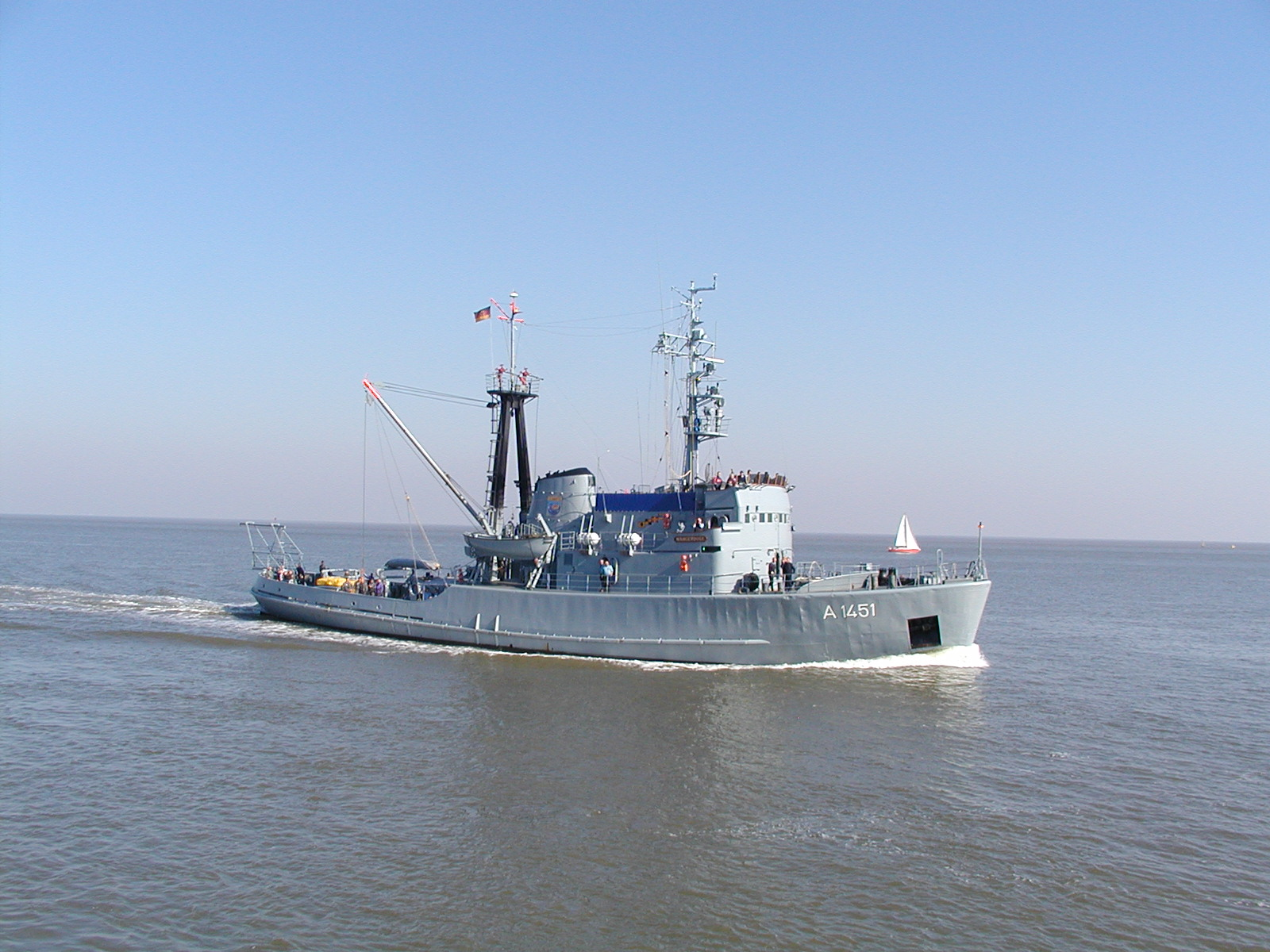
Seeschlepper Wangerooge, Typschiff der Wangerooge-Klasse